# Vrícko
Vrícko (em alemão: Münnichweis; húngaro: Turócremete) é um município da Eslováquia, situado no distrito de Martin, na região de Žilina. Tem 29,57 km² de área e sua população em 2018 foi estimada em 456 habitantes.

## Demografia
| Ano:        | 1994 | 2004   | 2014   | 2024   |
| ----------- | ---- | ------ | ------ | ------ |
| Broj ljudi: | 397  | 427    | 451    | 433    |
| Razlika:    |      | +7,55% | +5,62% | -3,99% |

| Ano:               | 2023 | 2024   |
| ------------------ | ---- | ------ |
| Número de pessoas: | 438  | 433    |
| Diferença:         |      | -1,14% |